# George Scharf
Pour les articles homonymes, voir Scharf.
George Scharf (1820-1895) est un peintre et un critique d’art anglais. Il a également été le directeur de la National Portrait Gallery.